# Santa Grata de Senterada
Santa Grata de Senterada, o Santa Maria de Santa Grata, fou un monestir preromànic i romànic del poble de Senterada, a la comarca del Pallars Jussà.

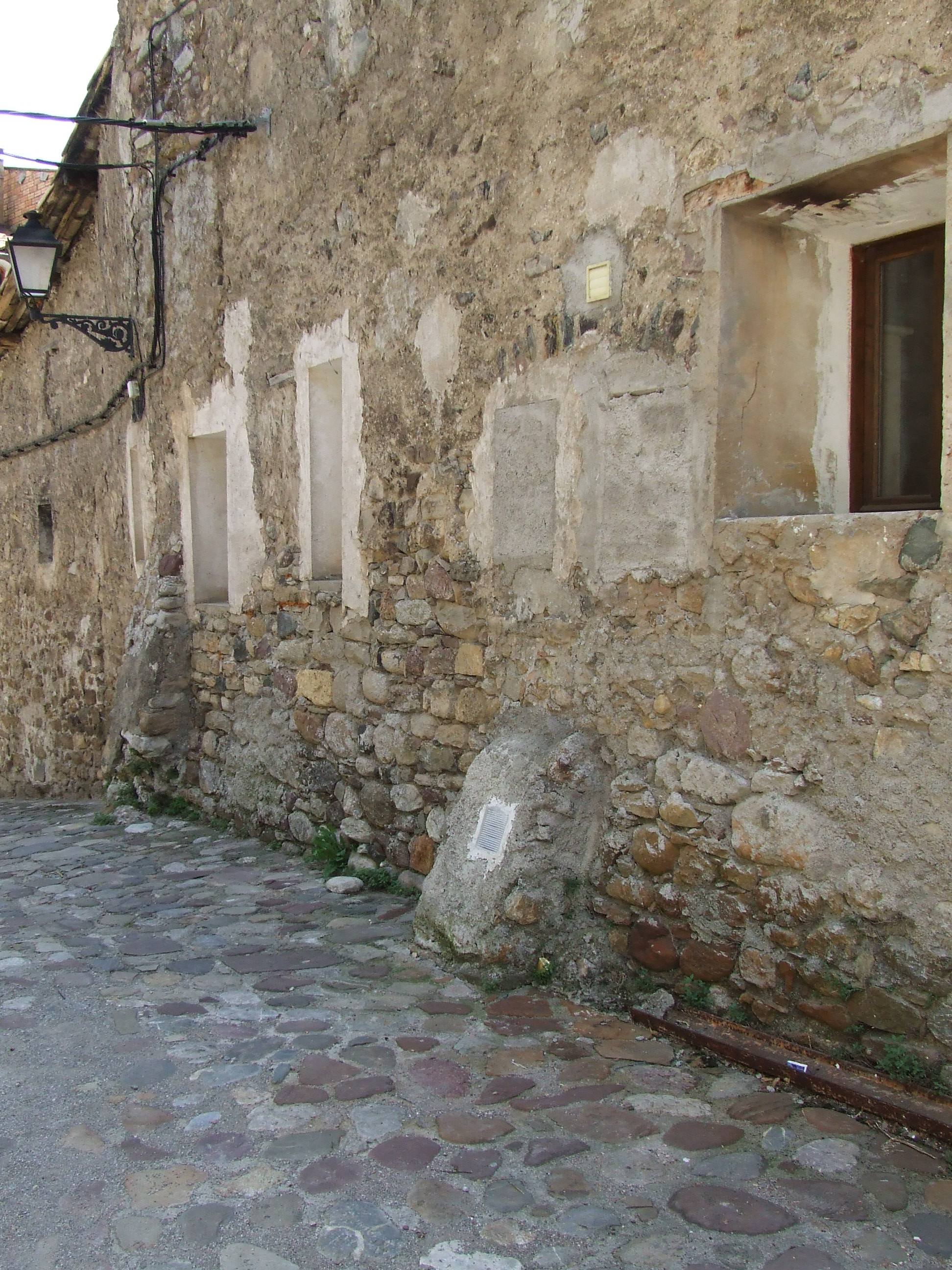
Fragments de mur medievals

Està situada al costat septentrional de l'església parroquial de Santa Maria de Gràcia de Senterada, a la primera cantonada del carreró que comença al costat de l'absis de la parroquial i arrenca poble amunt.
La capella, en el seu estat actual, és moderna, però a les seves mateixes parets, i altres parets de l'entorn, s'observen filades de pedres de clar caràcter medieval.